# Georghi R. Gongadze
Georghi Ruslanovici Gongadze (n. 21 mai 1969, Tbilisi, Republica Sovietică Socialistă Gruzină, URSS – d. 17 septembrie 2000, Raionul Tarașcea, Regiunea Kiev, Ucraina) a fost un ziarist georgiano-ucrainean, care pe data de 16 septembrie 2000 a fost răpit și ucis.
Crima a ajuns scandal național în Ucraina. In 2005, au fost arestați Valeri Kostenko, Mikola Protasov și Oleksandr Popovici, în cazul uciderii lui Gongadze.
Protasov a fost condamnat la 13 ani de închisoare, iar Kostenko si Popovici au primit câte 12 ani de închisoare.
Soția lui, Miroslava și cele două fiice, au primit azil politic in SUA, iar din 2001 ele locuiesc în Washington.
În anul 2005, președintele Victor Iușcenko, i-a acordat post-mortem, titlul de Erou al Ucrainei.